# ザムトゲマインデ・ノルトケーディンゲン
ザムトゲマインデ・ノルトケーディンゲン (Samtgemeinde Nordkehdingen) は、ドイツ連邦共和国ニーダーザクセン州シュターデ郡北西部のザムトゲマインデ（集合自治体）である。

## 地理
ザムトゲマインデ・ノルトケーディンゲンはエルベ川沿いに位置し、バリエ、フライブルク/エルベ、クルンメンダイヒ、エーダークヴァルト、ヴィシュハーフェンの5つの町村で構成される。

## 歴史
ニーダーザクセン州の地域・行政改革の圧力下、上記の町村は1970年12月28日にそれまで計画していた単一自治体への合併を断念し、1971年1月1日にザムトゲマインデ・ノルトケーディンゲンが発足することとなった。

## 行政

### 議会
このザムトゲマインデの議会は21議席からなる。議会には、これらの議員の他にザムトゲマインデ長が加わる。

### 首長
ザムトゲマインデ・ノルトケーディンゲンのザムトゲマインデ長は、2020年からエリカ・ハテッケ (CDU) が務めている。2019年11月10日の選挙では対立候補がおらず、彼女は 95 % の票を獲得して首長に選出された。この選挙の投票率は 35.1 % であった。ハテッケは2020年5月1日からザムトゲマインデ長に就任した。
過去の首長
- 1971年 - 1996年: ベネディクト＝フリードリヒ・フォン・デア・デッケン
- 1996年 - 2001年: ハインリヒ・フォン・ボルステル
- 2001年 - 2020年: エドガー・ゲデッケ
- 2020年 - : エリカ・ハテッケ

### 紋章
赤地で基部は緑色。金の椅子に座り、銀の衣服をまとい、金の冠を着け、光背を背負った聖母像。その左手には、銀の服を身につけ、光背を背負った幼児イエスを抱く。また、右手には銀の花をつけた緑の茎を持っている。

## 経済と社会資本

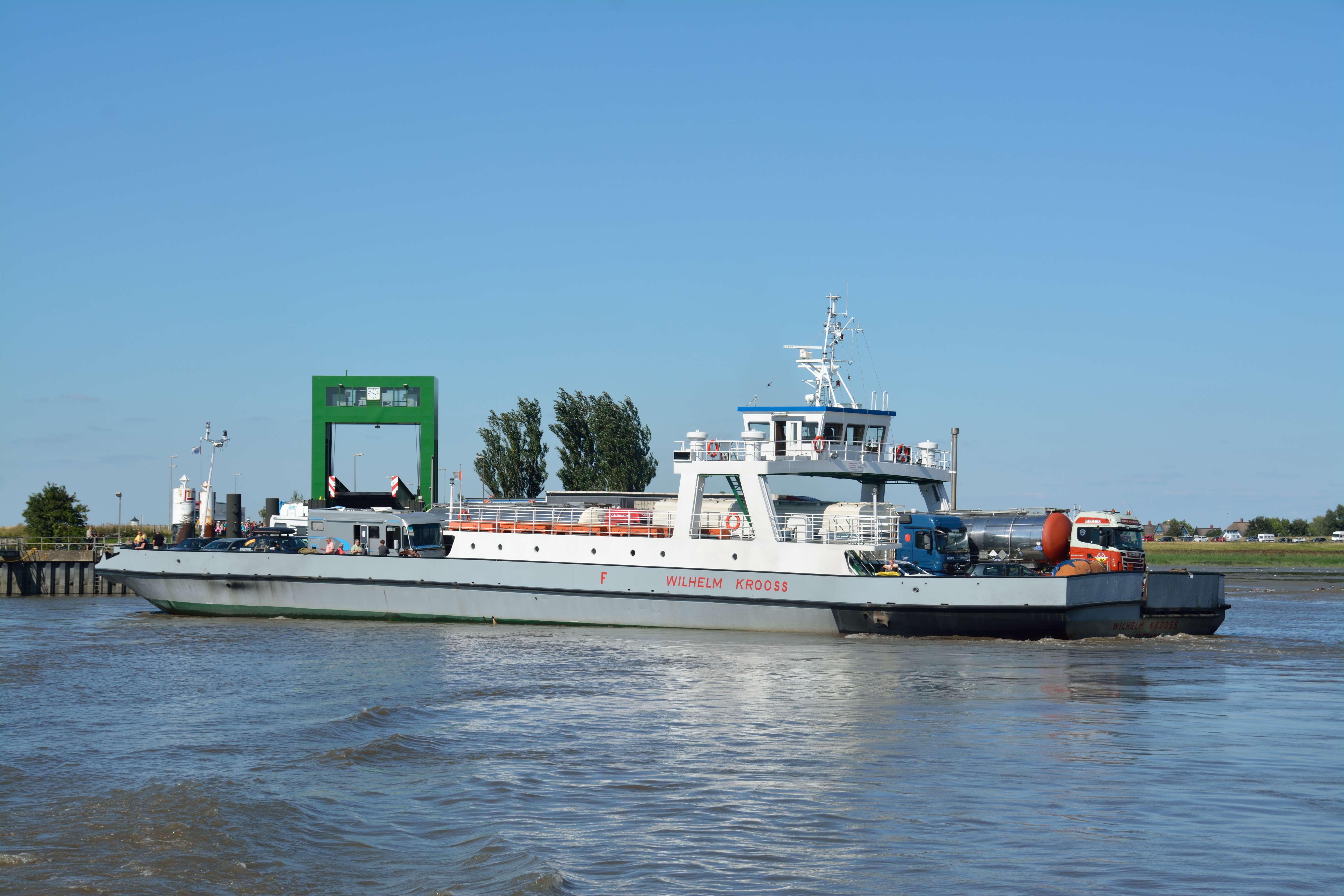
エルベフェリー

### 企業
ザムトゲマインデ・ノルトケーディンゲン内には、カール・マイヤーAG、ゲルハルト・ローデ配管GmbH & Co. KG およびエルベフェリー・グリュックシュタット＝ヴィシュハーフェンといった大きな企業がある。

### 交通
ヴィシュハーフェン - グリュックシュタット間のフェリーは、ハンブルクよりも下流で自動車がエルベ川を渡る唯一の手段である。

### 教育
ザムトゲマインデ内には4つの基礎課程学校がある。また、フライブルク/エルベには特殊学校および本課程・実科学校がある。

## 引用
1. ↑  Landesamt für Statistik Niedersachsen, LSN-Online Regionaldatenbank, Tabelle A100001G: Fortschreibung des Bevölkerungsstandes, Stand 31. Dezember 2023